# Coupe des Pays-Bas de football 1970-1971
Navigation
Édition précédente Édition suivante
La Coupe des Pays-Bas de football 1970-1971, nommée la KNVB beker, est la 53e édition de la Coupe des Pays-Bas. La finale se joue le 5 mai 1970 au Stade Feijenoord à Rotterdam puis sera rejoué au stade olympique d'Amsterdam le 20 mai 1971, les deux finalistes n'ayant pu se départager lors de la première finale.
Le club vainqueur de la coupe est qualifié pour la Coupe des coupes 1971-1972.

## Finale
Le 5 mai 1970 à Rotterdam, l'Ajax Amsterdam et le Feyenoord  Rotterdam font match nul 2 à 2, Johan Cruyff marque en fin de rencontre son deuxième but, égalisateur, qui envoie les deux équipes en prolongation. Comme aucun but ne sera marqué dans la prolongation, la finale doit être rejouée.
Le 20 mai à Amsterdam, l'Ajax Amsterdam bat le Feyenoord Rotterdam 2 à 1 et remporte son sixième titre. L'Ajax termine également vice-champion cette saison, et remporte la Coupe d'Europe des clubs champions, ce qui le qualifie de nouveau pour cette compétition. Le Feyenoord Rotterdam disputera quant à lui la Coupe des coupes 1971-1972.